# Champfleury (Marne)
Pour les articles homonymes, voir Champfleury.
Champfleury est une commune française, située au sud de Reims dans le département de la Marne en région Grand Est.

## Géographie
La commune est traversée par la rivière le Rouillat et est entourée de champs.
|                   | Reims            | Trois-Puits |
| Villers-aux-Nœuds | Champfleury      | Montbré     |
|                   | Villers-Allerand |             |

### Hydrographie

#### Réseau hydrographique
La commune est dans la région hydrographique « la Seine du confluent de l'Oise (inclus) à l'embouchure » au sein du bassin Seine-Normandie. Elle est drainée par le Rouillat,.
Le Rouillat, d'une longueur de 11 km, prend sa source dans la commune de Chamery et se jette  dans la Vesle à Reims, après avoir traversé quatre communes. 

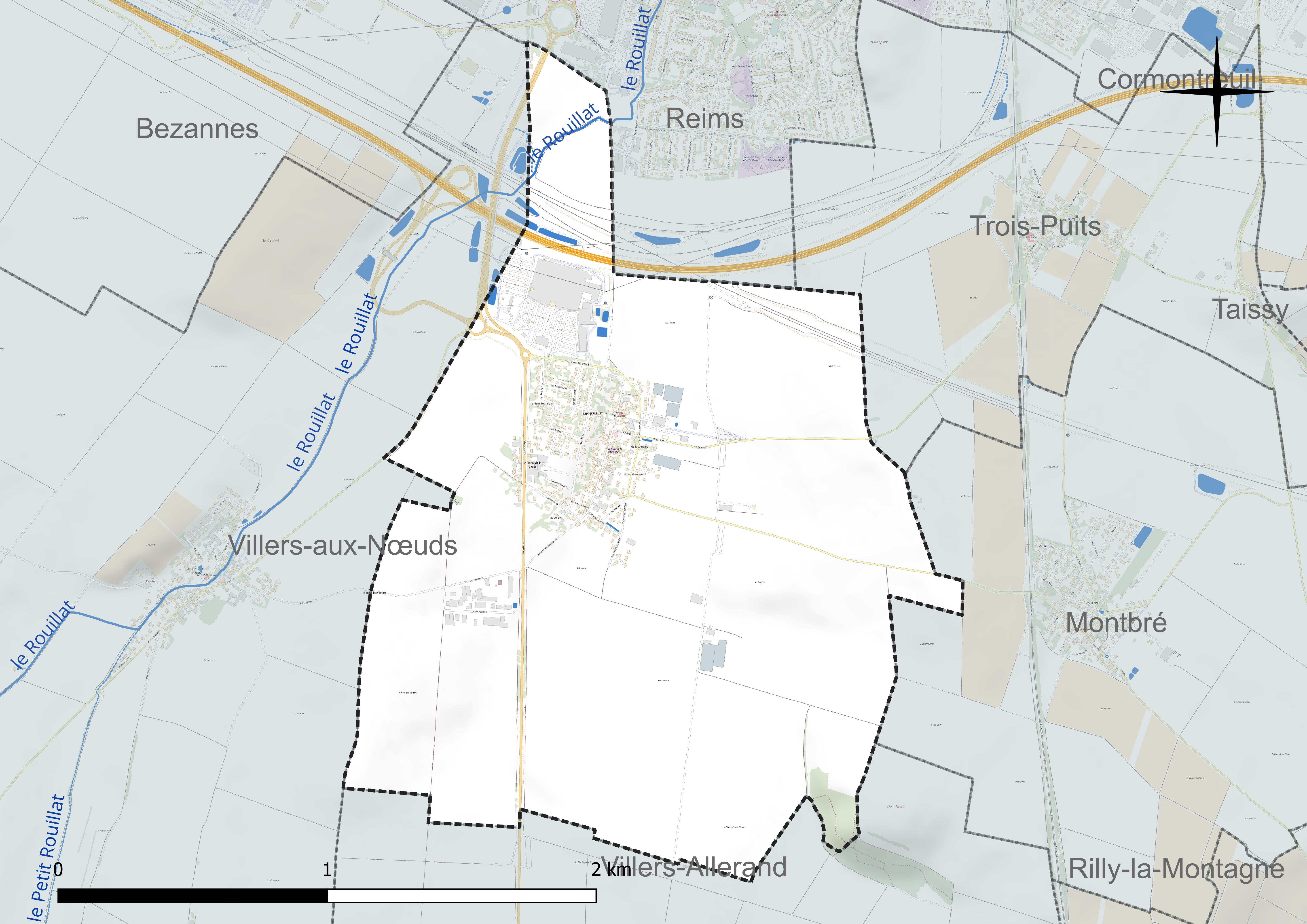
Réseau hydrographique de Champfleury.

#### Gestion et qualité des eaux
Le territoire communal est couvert par le schéma d'aménagement et de gestion des eaux (SAGE) « Aisne Vesle Suippe ». Ce document de planification, dont le territoire s’étend sur 3 096 km2 répartis sur trois départements (Aisne, Marne et Ardennes) et deux régions (Champagne-Ardenne et Picardie), a été approuvé le 16 décembre 2013. La structure porteuse de l'élaboration et de la mise en œuvre est le Syndicat d’aménagement des bassins Aisne Vesle Suippe (SIABAVES). 
La qualité des cours d’eau peut être consultée sur un site dédié géré par les agences de l’eau et l’Agence française pour la biodiversité. 

### Climat
Pour des articles plus généraux, voir Climat du Grand Est et Climat de la Marne.
En 2010, le climat de la commune est de type climat océanique dégradé des plaines du Centre et du Nord, selon une étude du Centre national de la recherche scientifique s'appuyant sur une série de données couvrant la période 1971-2000. En 2020, Météo-France publie une typologie des climats de la France métropolitaine dans laquelle la commune est exposée à un climat océanique altéré et est dans la région climatique  Nord-est du bassin Parisien, caractérisée par un ensoleillement médiocre, une pluviométrie moyenne régulièrement répartie au cours de l’année et un hiver froid (3 °C). 
Pour la période 1971-2000, la température annuelle moyenne est de 10,5 °C, avec une amplitude thermique annuelle de 16,1 °C. Le cumul annuel moyen de précipitations est de 664 mm, avec 11,1 jours de précipitations en janvier et 7,7 jours en juillet. Pour la période 1991-2020, la température moyenne annuelle observée sur la station météorologique de Météo-France la plus proche, « Mailly-civc », sur la commune de Mailly-Champagne à 8 km à vol d'oiseau, est de 11,2 °C et le cumul annuel moyen de précipitations est de 755,5 mm. 
La température maximale relevée sur cette station est de 39,8 °C, atteinte le 25 juillet 2019 ; la température minimale est de −20 °C, atteinte le 16 janvier 1985,,. 
Les paramètres climatiques de la commune ont été estimés pour le milieu du siècle (2041-2070) selon différents scénarios d'émission de gaz à effet de serre à partir des nouvelles projections climatiques de référence DRIAS-2020. Ils sont consultables sur un site dédié publié par Météo-France en novembre 2022.

## Urbanisme

### Typologie
Au 1er janvier 2024, Champfleury est catégorisée ceinture urbaine, selon la nouvelle grille communale de densité à sept niveaux définie par l'Insee en 2022.
Elle est située hors unité urbaine. Par ailleurs la commune fait partie de l'aire d'attraction de Reims, dont elle est une commune de la couronne,. Cette aire, qui regroupe 294 communes, est catégorisée dans les aires de 200 000 à moins de 700 000 habitants,.

### Occupation des sols
L'occupation des sols de la commune, telle qu'elle ressort de la base de données européenne d’occupation biophysique des sols Corine Land Cover (CLC), est marquée par l'importance des territoires agricoles (83,2 % en 2018), en diminution par rapport à 1990 (89,1 %). La répartition détaillée en 2018 est la suivante : 
terres arables (83,2 %), zones urbanisées (10,8 %), zones industrielles ou commerciales et réseaux de communication (6 %). L'évolution de l’occupation des sols de la commune et de ses infrastructures peut être observée sur les différentes représentations cartographiques du territoire : la carte de Cassini (XVIIIe siècle), la carte d'état-major (1820-1866) et les cartes ou photos aériennes de l'IGN pour la période actuelle (1950 à aujourd'hui).

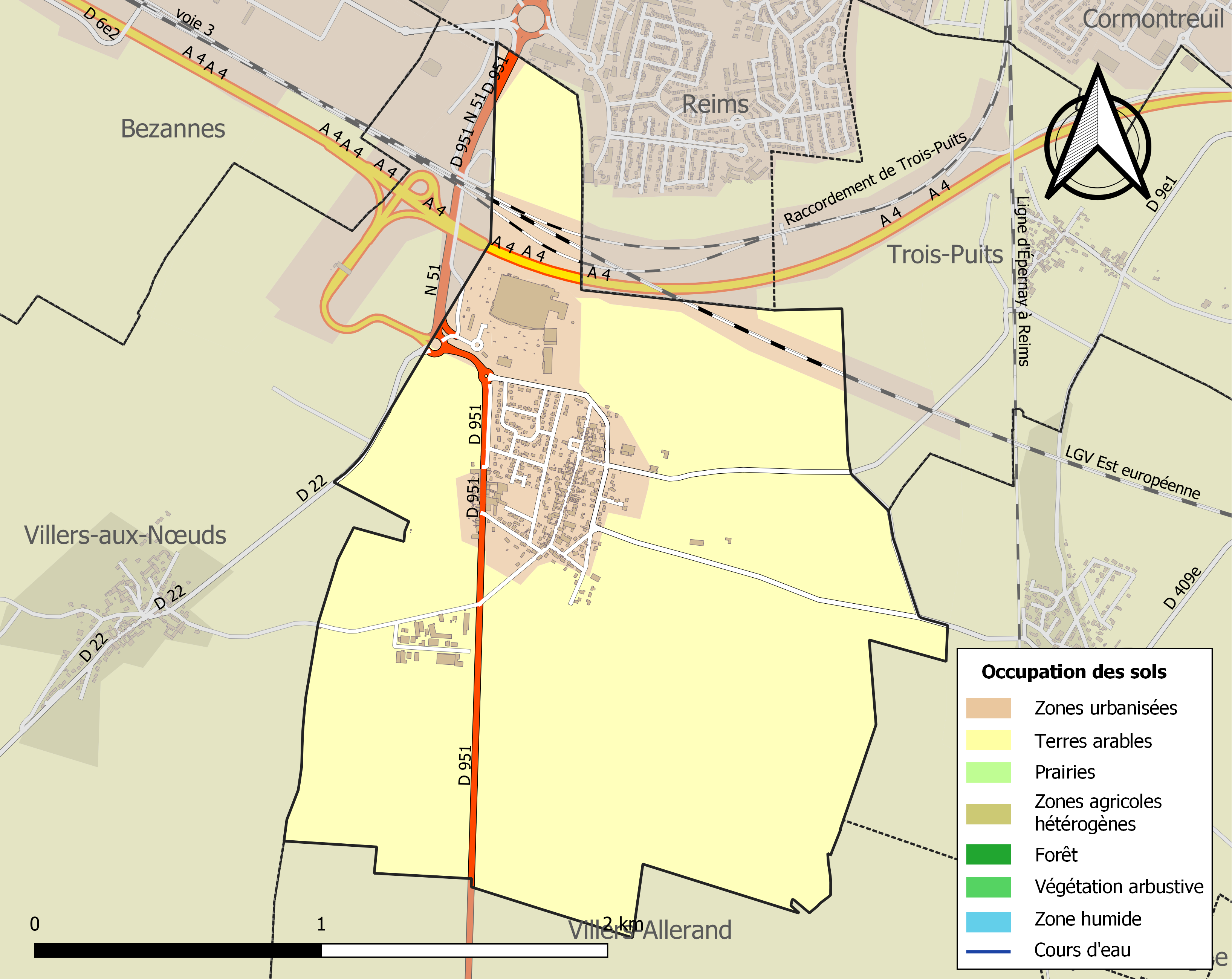
Carte des infrastructures et de l'occupation des sols de la commune en 2018 (CLC).

## Toponymie
Le nom de la localité est attesté sous les formes Campus Floridus (1154) ; Champflori (vers 1274) ; Chanflori (commencement du XIVe siècle) ; Champflory (1384) ; Champflory-lez-Reins (1516) ; Champfleury (1519) ; Chamfleury (1556) ; Champfleuri (1728).

## Histoire

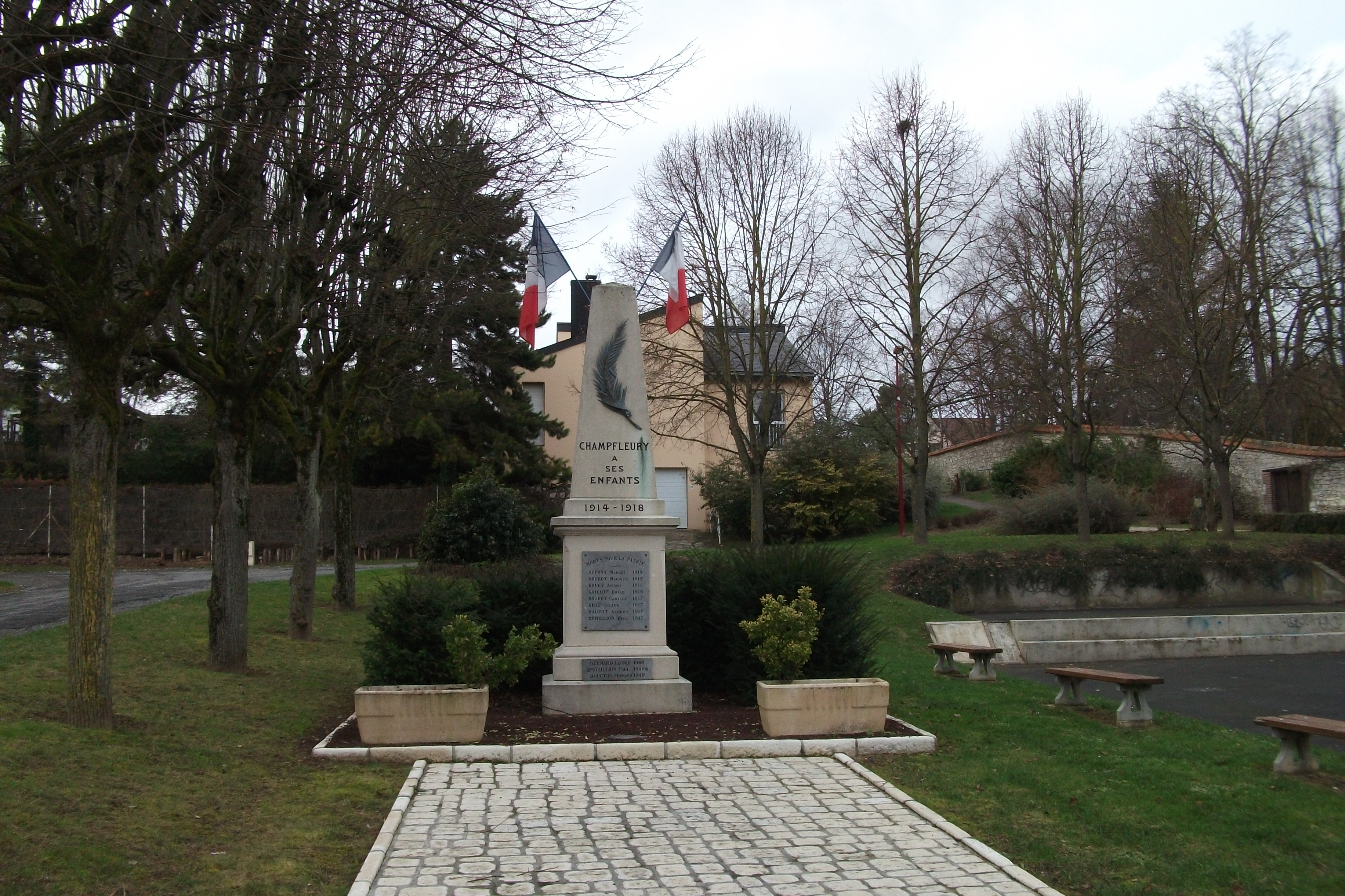
Le monument aux morts.

## Politique et administration

### Intercommunalité
La commune, antérieurement membre de la communauté de communes de Taissy, est membre depuis le 1er janvier 2013 de la communauté d'agglomération de Reims Métropole. 
Conformément aux prévisions du schéma départemental de coopération intercommunale (SDCI) de la Marne du 15 décembre 2011,, la communauté de communes de Taissy a fusionné avec l'ancienne communauté d'agglomération Reims Métropole pour former le 1er janvier 2013 la nouvelle communauté d'agglomération de Reims Métropole à laquelle se sont jointes les communes de Champigny, Sillery et Cernay-lès-Reims.

### Liste des maires
| Période                                  | Période    | Identité                                     | Étiquette | Qualité                                    |
| ---------------------------------------- | ---------- | -------------------------------------------- | --------- | ------------------------------------------ |
| Les données manquantes sont à compléter. |            |                                              |           |                                            |
| avant 1877                               | après 1879 | G. Gaillot                                   |           |                                            |
| 1989                                     | 2014       | Gérard Poix                                  |           | Président de la CC de Taissy (1991 → 2013) |
| 2014                                     | En cours   | Alain Hirault Réélu pour le mandat 2020-2026 |           |                                            |

## Démographie
L'évolution du nombre d'habitants est connue à travers les recensements de la population effectués dans la commune depuis 1793. Pour les communes de moins de 10 000 habitants, une enquête de recensement portant sur toute la population est réalisée tous les cinq ans, les populations de référence des années intermédiaires étant quant à elles estimées par interpolation ou extrapolation. Pour la commune, le premier recensement exhaustif entrant dans le cadre du nouveau dispositif a été réalisé en 2008.

En 2022, la commune comptait 603 habitants, en évolution de +11,67 % par rapport à 2016 (Marne : −1,19 %, France hors Mayotte : +2,11 %).
| 1793 | 1800 | 1806 | 1821 | 1831 | 1836 | 1841 | 1846 | 1851 |
| ---- | ---- | ---- | ---- | ---- | ---- | ---- | ---- | ---- |
| 215  | 256  | 259  | 284  | 303  | 326  | 339  | 336  | 323  |

| 1856 | 1861 | 1866 | 1872 | 1876 | 1881 | 1886 | 1891 | 1896 |
| ---- | ---- | ---- | ---- | ---- | ---- | ---- | ---- | ---- |
| 303  | 301  | 290  | 242  | 228  | 230  | 230  | 222  | 195  |

| 1901 | 1906 | 1911 | 1921 | 1926 | 1931 | 1936 | 1946 | 1954 |
| ---- | ---- | ---- | ---- | ---- | ---- | ---- | ---- | ---- |
| 193  | 210  | 201  | 176  | 188  | 181  | 191  | 189  | 188  |

| 1962 | 1968 | 1975 | 1982 | 1990 | 1999 | 2006 | 2008 | 2013 |
| ---- | ---- | ---- | ---- | ---- | ---- | ---- | ---- | ---- |
| 180  | 178  | 305  | 438  | 453  | 454  | 515  | 532  | 523  |

| 2018 | 2022 | - | - | - | - | - | - | - |
| ---- | ---- | - | - | - | - | - | - | - |
| 561  | 603  | - | - | - | - | - | - | - |

## Économie
Un centre commercial avec un hyper-marché et sa galerie marchande ainsi qu'une zone artisanale forment le principal des activités économiques.

### Transports
La commune est desservie par le réseau de transports en commun de l'agglomération CITURA via la ligne  bus    5  (Ccial Champfleury ↔ Route de Witry) qui ne dessert que le centre commercial. Le centre de la commune est lui desservi par la ligne de transport à la demande   TAD Sud-Ouest  qui la relie à la Gare de Champagne-Ardenne TGV et à l'arrêt de tramway Hôpital Debré.

## Culture locale et patrimoine

### Lieux et monuments

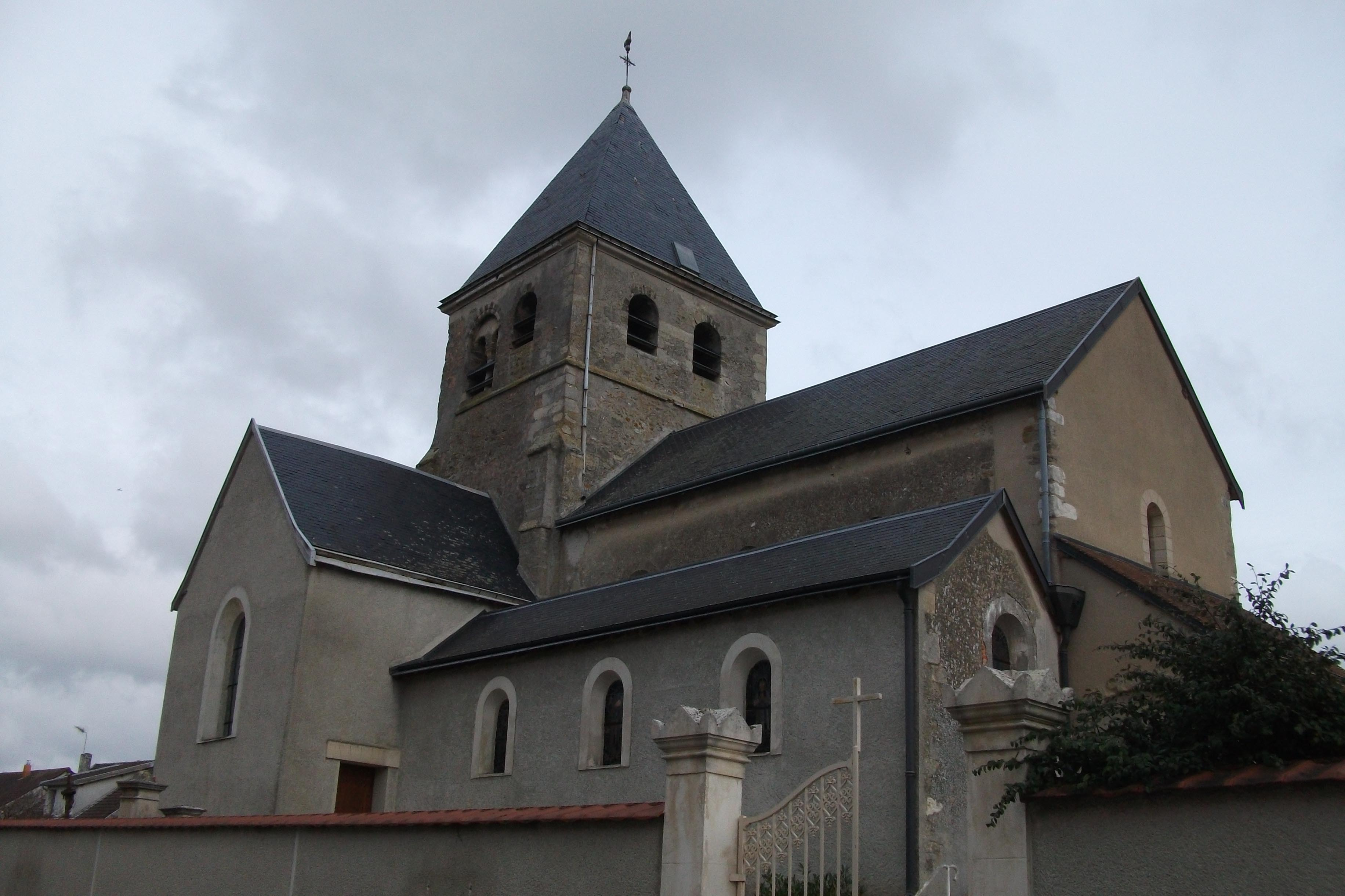
L'église Saint-Jean-Baptiste.

- L'église Saint-Jean-Baptiste[27].